# 神谷桂二郎
神谷 桂二郎（かみや けいじろう、1979年4月18日 －）は、日本の教育家・音楽家。富山県青年議会議員。

## 来歴
富山県富山市出身。生家は富山県の造り酒屋。国際協力機構(JICA)の青年海外協力隊として、開発途上国で活動。ドミニカ共和国では、政府のプロジェクトに協力。現地の国立音楽学校にピアノを数多く寄附し、同国の音楽教育の発展に貢献した。ベリーズに赴任の後、ブータンに赴任。ブータンではツェリン・トブゲの要請に応え、国王の結婚祝賀曲を作曲。ブータン国民から好感をもって受け取られ、同国の国会開会式に来賓として招聘された。。2012年、東日本大震災被災者に向けた国際チャリティソング（40カ国以上参加）『Light of Life』を作曲。2017年、モルディブに赴任。
2020年4月、富山県滑川市の滑川中学校に、音楽教員として赴任した。

## 主な活動先
- ドミニカ共和国：エリラ・メナ国立初等音楽院 (Escuela Elemental de Música "Elila Mena")
- ブータン：キル・ブータン音楽学校 (Kilu Bhutan Music School)[20][3]

## 人物
主に開発途上国の子どもたちを対象に音楽の指導を行っている。
- ベネズエラで、南米初となる「子どものための国際ピアノ・コンクール」の企画に参加。自身の教え子たちが出演し、自らも審査員を務めた[10]。
- ブータンで、「GNH国際会議」への参加など、政策面においても国際的に活動している[21][22]。
- 富山県朝日町の地域おこし協力隊員として、町役場の政策担当部署に所属。同町をイメージした曲を作った[23]。

## 家族・親族
神谷家
- 神谷善右衛門 - 江戸時代の先祖。現在の滑川市の大地主。同市の山から海岸まで「神谷家の田がない村はない」と伝えられる他、窯跡が市の文化財に指定されている[24][25][26][27]。
- 祖父・二六三 - 国家公務員（逓信省）。

親族
- 高祖父・長勢次郎四郎 - 富山県上野方村（現・魚津市）村長。
- 曾祖父・山本富之助 - 富山県五箇庄村（現・朝日町）村長。
- 曾祖叔父・山本松次郎 - 富山県五箇庄村村長。山本富之助の義弟。
- 祖父・山本覚正 - 近衛師団士官。
- 従祖叔父・鹿熊安正 - 参議院議員。山本覚正の従弟。
- 従祖叔父・長勢甚遠 - 法務大臣。祖母（山本覚正の妻）の従弟[28]。